# Programme Living Planet

Le Programme Living Planet rassemble l'ensemble des missions spatiales de l'Agence spatiale européenne (ESA) destinées à l'observation de la Terre depuis l'espace, dont les missions Earth Explorer et Earth Watch.

## Types des missions
Ces missions sont divisées en deux catégories :
- Earth Explorer : Missions centrées sur des objectifs et des défis scientifiques. On peut citer par exemple la mission SWARM ou encore ADM-Aeolus.
- Earth Watch : Missions centrées sur l'obtention de manière continue de données pour des besoins opérationnels comme la météorologie. Celles-ci sont par exemple menées en collaboration avec l'Organisation européenne pour l'exploitation des satellites météorologiques (EUMETSAT), notamment avec les satellites MeteoSat ou MetOp. Le programme Copernicus, à travers les satellites Sentinel, intervient dans les missions Earth Watch.

L'agence spatiale développe depuis 2020 de nouvelles missions à très faible couts dans le but d'utiliser les évolutions récentes du secteur spatial (miniaturisation des satellites, utilisation de composants sur étagère) permettant d'abaisser les couts. Trois profils de mission doivent être développés :
- Les missions Scout rattachées au programme de recherche (Earth Explorer) ont pour objectif de valider dans l'espace de nouvelles technologies utilisables par les missions scientifiques.
- Les missions InCubed rattachées au programme Earth Watch doivent contribuer à l'innovation industrielle en améliorant la compétitivité des entreprises européennes. Deux missions sont en cours de développement début 2020 : HydroGNSS et CubeMAP.
- Les missions Φ-sat, au cycle de développement court, doivent permettre de tester de nouvelles technologies innovantes.

## Les missions scientifiques Earth Explorer
Il y a actuellement onze missions Earth Explorer ; une est terminée, quatre sont opérationnelles, cinq sont en cours de développement et une doit encore être sélectionnée.
- GOCE (Gravity Field and Steady-State Ocean Circulation Explorer) est une mission d'étude du champ gravitationnel terrestre. Le satellite est lancé le 17 mars 2009 et la mission s'est achevée le 11 novembre 2013[3]. Cette mission a permis de déterminer de manière précise des changements locaux et globaux de gravité et d'améliorer le modèle de la géoïde. Les applications scientifiques sont nombreuses : circulation océanique, physique de la structure interne de la Terre, géodésie, surveillance et détermination des changements du niveau des océans[1].
- SMOS (Soil Moisture and Ocean Salinity satellite)[4],[5] mesure l’humidité superficielle des terres émergées et la salinité de la surface des océans. Le satellite, lancé le 2 novembre 2009, est toujours en activité[6],[7].
- CryoSat étudie les glaces polaires et leur évolution. Après un premier échec au lancement en 2005 et la perte du satellite, un second exemplaire avec des améliorations, CryoSat-2, lancé le 8 avril 2010, est toujours opérationnel[8].
- SWARM (essaim en anglais) est une constellation de trois satellites destinés à l'étude du champ magnétique terrestre. Les trois satellites sont lancés ensemble le 22 novembre 2013[9]. La mission est prolongée de quatre ans, jusqu'en 2021, en novembre 2017[10].
- ADM-Aeolus (Atmospheric Dynamics Mission) est un satellite d'observation de la dynamique de l'atmosphère terrestre (vents). Son lancement a lieu le 22 août 2018[11]. La mission a pris fin le 28 juillet 2023[12].
- EarthCARE (Earth Clouds Aerosols and Radiation Explorer) doit étudier la formation et l'influence des nuages. Il est développé en partenariat avec l'Agence spatiale japonaise (JAXA)[13]. Le lancement, planifié pour août 2019, est reporté à 2021 à la suite de complications lors du développement de son lidar[14],[15],[16]. Il est désormais planifié mai 2024[17].
- Biomass est prévu pour l'étude de la biomasse tropicale en estimant les quantités de carbone stockées. Son lancement est prévu pour 2024[18],[19],[20].
- FLEX (Fluorescence Explorer) est un satellite destiné à la détection de la fluorescence des plantes pour la quantification de l'activité photosynthétique[21]. Son lancement est prévu pour 2025[22].
- FORUM (Far-infrared Outgoing Radiation Understanding and Monitoring) est un satellite destiné à l'étude du rayonnement infrarouge de la Terre sur tout son spectre, de 15 à 100 microns[23]. Le lancement est prévu pour 2027[24].
- Harmony est une mission composée de deux satellites qui volent en convoi avec Sentinel-1. Grâce à des mesures radars à synthèse d'ouverture, la topographie des terres sera déduite ainsi que la déformation et l'écoulement en trois dimensions de glaciers pour une meilleure compréhension de la montée des eaux. Un instrument dans l'infrarouge thermique permet de mesurer le mouvement vertical des nuages ou la différence de température à la surface des océans[25]. Son lancement est prévu pour 2029[26],[27],[28].
- 11e mission Earth Explorer : quatre missions (Cairt, Nitrosat, Wivern, Seastar) sont en compétition. En 2023, les missions Cairt et Wivern sont sélectionnées pour continuer leur phase de développement[29]. La sélection finale entre les deux missions s'effectuera en 2025[30]. La fenêtre de lancement est prévue pour 2031/2032[30],[31].
- 12e mission Earth Explorer : quatre missions (Cryorad, ECO, Hydroterra+, Keystone) sont sélectionnées en 2024 pour démarrer leur phase de développement (phase 0)[32].

### Sélection des missions

#### 7emissionEarth Explorer
La 7e mission Earth Explorer fait l'objet en janvier 2009 d'une pré-sélection et trois candidats sont retenus parmi six propositions :
- Biomass doit mesurer le volume global de la biomasse de la planète pour permettre d'évaluer les quantités de carbone stocké et les flux de celui-ci[27].
- CoReH2O (COld REgions Hydrology High-resolution Observatory) doit mesurer la quantité d'eau contenue dans la neige présente sur des glaciers et sur la terre[27].
- PREMIER (Process Exploration through Measurements of Infrared and millimetre-wave Emitted Radiation) a pour objectif de mieux comprendre les processus qui contrôlent les composants atmosphériques (gaz) dans la moyenne et haute troposphère ainsi que dans la stratosphère inférieure, soit entre 5 et 25 km d'altitude[27].

Biomass est sélectionnée le 7 mai 2013 pour cette septième mission. Le satellite doit initialement être lancé vers 2021,. La mission est toutefois repoussée en octobre 2019 pour un lancement prévu en 2024 avec une fusée Vega,.

#### 8emissionEarth Explorer
Un appel à propositions est lancé en octobre 2009 pour la 8e mission Earth Explorer. Deux projets sont sélectionnés en novembre 2010 et entament une étude de faisabilité :
- FLEX (Fluorescence Explorer) doit fournir une carte globale de la végétation permettant de quantifier la photosynthèse. L'objectif est d'améliorer les connaissances relatives au carbone stocké dans les plantes et à son rôle dans les cycles du carbone et de l'eau[34].
- CarbonSat doit mesurer et surveiller la distribution des deux principaux gaz à effet de serre : le dioxyde de carbone et le méthane. Il doit permettre une meilleure maitrise des sources et des puits de stockage naturels de ces deux gaz ainsi que de leur influence sur le climat[34].

En novembre 2015, l'Agence spatiale européenne annonce la sélection de FLEX avec un début de mission planifié en 2022. La mission est finalement repoussée à 2023 à la suite d'une demande de l'ESA pour une meilleure performance de l'instrument FLORIS (Fluorescence Imaging Spectrometer) du satellite. Elle est de nouveau repoussé à 2025.

#### 9emissionEarth Explorer
L'appel à propositions de la 9e mission Earth Explorer est lancé par l'agence spatiale européenne le 23 novembre 2015. Il est demandé que le projet, comme pour les missions précédentes, utilise de nouvelles techniques de mesure et contribue à la compréhension du fonctionnement du système terrestre mais qu'il réponde à des questions scientifiques ayant un impact direct sur certains des défis que l'humanité devra relever dans les prochaines décennies. En décembre 2016, l'agence refait un appel à candidature. Aucun des candidats de la salve précédente ne pouvait garantir une mise en service d'ici 2024. La date de lancement est reportée logiquement d'un an. En novembre 2017, des treize missions proposées deux sont sélectionnées :
- FORUM (Far-infrared Outgoing Radiation Understanding and Monitoring) est destiné à l'étude du rayonnement infrarouge de la Terre sur tout son spectre, de 15 à 100 microns. Ces données permettraient de caractériser la température terrestre, un élément important dans la recherche sur le réchauffement climatique[39].
- SKIM (Sea-surface Kinematics Multiscale monitoring) doit mesurer par effet Doppler les courants de surface des océans. Ces mesures seraient bien plus précises qu'avec les satellites actuels. Elles permettraient d'étudier la dynamique verticale et horizontale des courants de surface ainsi que les échanges gazeux (dioxyde de carbone) entre les océans et l'atmosphère[39].

En septembre 2019, l'Agence spatiale européenne sélectionne la mission FORUM. Le lancement, initialement prévu pour 2025, est repoussé à 2027,,.

#### 10emissionEarth Explorer
L'appel à propositions pour la 10e mission Earth Explorer est lancé en septembre 2017 et se termine en décembre de la même année. Les candidats sélectionnés sont dévoilés le 21 septembre 2018. Il s'agit des trois concepts suivants :
- Stereoid est un satellite destiné à la mesure topographique des terres, des océans et de la glace. Pour cela, un radar à synthèse d'ouverture sera utilisé. Particularité, il volera en formation avec un des satellites Sentinel-1 du programme Copernicus. Cette mission permettra d'améliorer notre connaissance de la circulation des courants océaniques à de très petites échelles, de mieux comprendre la dynamique des glaces et de mesurer les changements topographiques des terres[27].
- Daedalus est une mission destinée à l'analyse de la frontière entre l'atmosphère haute et l'espace. Elle s'intéressera aux phénomènes qui sont directement liés à l'énergie déposée, transformée et transportée par le Soleil et les vents solaires. Un satellite principal sera lancé avec divers instruments ainsi que quatre satellites de plus petites tailles qui transporteront des instruments qui seront largués dans l'atmosphère[27].
- G-Class est un satellite placé en orbite géostationnaire au-dessus de l'Afrique et de la mer Méditerranée. Avec son radar à synthèse d'ouverture, il a pour but de mesurer les processus autour du cycle diurne de l'eau pour une meilleure détection des averses, des disponibilités en eau, des inondations et des glissements de terrain[27].

En février 2021, l'Agence spatiale européenne sélectionne la mission Harmony, nommée précédemment Stereoid. En automne 2022, l'agence donnera de plus amples détails sur le développement de la mission. La mise en orbite de celle-ci est prévue pour 2029,,. Le satellite Daedalus, bien que non sélectionné pour des raisons économiques, pourrait voir le jour à travers une coopération internationale.

#### 11emissionEarth Explorer
L'appel à propositions pour la 11e mission Earth Explorer est lancé en mai 2020 et s'est terminé en décembre de la même année. Les candidats sélectionnés sont dévoilés le 10 juin 2021. Quatre missions sont retenues :
- Cairt (Changing-atmosphere infrared tomography) doit fournir des informations sur les liens entre le changement climatique, la chimie et la dynamique de l'atmosphère dans la gamme d'altitude 5–120 km. Cairt doit être le premier satellite à observer aux limbes avec une technologie d'imagerie infrarouge à transformée de Fourier[30].
- Nitrosat doit mesurer la concentration de dioxyde d'azote (NO2) et d'ammoniac (NH3) dans l'atmosphère. Ces deux gaz sont liés au changement climatique, à travers le cycle du carbone et de l'azote. Cette mission a d'importantes applications sociétales et environnementales[30].
- Wivern (Wind velocity radar nephoscope) doit mesurer le vent directement dans les nuages et fournir des profils de la pluie, de la neige et de l'eau glacée. Elle peut donc prévoir, grâce à son radar Doppler à double polarisation et à balayage conique de 94 GHz, les conditions météorologiques et alerter en cas d'anomalies[30].
- Seastar doit fournir, grâce à un radar interférométrique, les vecteurs des courants de surface océaniques et des vents de surface à une résolution de 1 km pour l'ensemble de l'océan côtier, des mers épicontinentales et des zones de glace marginale. Ces données doivent permettre de mieux comprendre la dynamique des océans et les processus océaniques à petite échelle. Une meilleure compréhension de la chaine alimentaire ou de la dynamique de la dispersion de la pollution pétrolière et plastique en découleront[30].

En 2023, les missions Cairt et Wivern sont sélectionnées pour continuer leur phase de développement. La sélection finale entre les deux missions s'effectuera en 2025. La mise en orbite est prévue pour 2031/2032,.

#### 12emission Earth Explorer
L'appel à propositions pour la 12e mission Earth Explorer est lancé en avril 2023 et s'est terminé en décembre de la même année. Les candidats sélectionnés sont dévoilés le 17 avril 2023. Quatre missions sont retenues :
- Cryorad est supposé combler une lacune importante dans les observations de la cryosphère grâce à la mesure directe des températures de brillance  à basse fréquence à l’aide d’un nouveau radiomètre micro-onde à large bande. À partir de ces nouvelles mesures, des paramètres clés tels que le profil de température des plates-formes de glace, l’épaisseur de la glace de mer et la salinité de la surface de la mer dans les eaux froides peuvent être déterminés afin d’améliorer notre compréhension des processus clés dans les régions polaires.
- ECO mesurera la différence entre le rayonnement solaire entrant et le rayonnement sortant, qui définit le « déséquilibre » énergétique de la Terre et qui contrôle fondamentalement le système climatique de la Terre. Ce serait la première fois que ce déséquilibre sera mesuré directement et aidera à révéler la trajectoire future du climat des décennies plus tôt que de s’appuyer sur la surveillance de la température mondiale et de l’élévation du niveau de la mer, comme c’est le cas actuellement. Ce concept unique prévoit une constellation de satellites, chacun transportant quatre radiomètres à large champ de vision pour assurer une couverture, une précision et une stabilité sans précédent.

- Hydroterra+ sera placé en orbite géostationnaire, ce qui est inhabituel pour une mission radar des sciences de la Terre. À partir de cette position fixe au-dessus de l’équateur, le radar à synthèse d’ouverture en bande C du satellite fournira des données deux fois par jour au-dessus de l’Europe, de la Méditerranée et de l’Afrique du Nord pour comprendre les processus rapides liés au cycle de l’eau et aux événements tectoniques dans ces régions.

- Keystone fournira les premières observations directes de l’oxygène atomique dans une plage d’altitude de 50 à 150 km en utilisant une combinaison unique de techniques de sondage des limbes. Ces mesures, ainsi que les observations de la composition, de la température et des vents, permettront aux scientifiques d’étudier les processus qui déterminent la variabilité et l’équilibre énergétique de la région mésosphère-thermosphère inférieure de l’atmosphère, en examinant également l’impact des cycles solaires et de la météorologie spatiale.

Une réunion de consultation des utilisateurs (UCM) se tiendra au troisième trimestre 2026. Après quoi, deux idées de mission susceptibles de faire l’objet d’une phase A seront sélectionnées, au troisième trimestre 2026. Ensuite, à l’issue d’une réunion de consultation des utilisateurs, qui aura lieu en 2028, une seule mission sera sélectionnée et sera recommandée pour sa mise en œuvre en tant qu’EE12 en vue d’un lancement en 2036.

## Les missions Earth Watch
L'Agence spatiale européenne a joué un rôle pionnier dans le domaine de la collecte de données météorologiques avec la première série de satellites météorologiques géostationnaires METEOSAT. Elle conçoit aujourd'hui la troisième génération de cette famille dont le premier exemplaire devait être lancé vers 2015. Elle a développé par ailleurs une famille de satellites météorologiques placés sur orbite polaire MetOp dont le premier exemplaire a été lancé en 2006. Les autres paramètres environnementaux ont été collectés successivement par les satellites ERS-1 et ERS-2 auxquels a succédé en 2002 le satellite Envisat.
L'Agence spatiale européenne a décidé de créer en 1998 le programme GMES dont l'objectif est de garantir la continuité de la collecte des paramètres environnementaux et leur redistribution aux différents utilisateurs. Une nouvelle famille de satellite, Sentinelle doit prendre la suite d'Envisat et contribuer à alimenter GMES.